# Yūsaku Hanakuma
Yūsaku Hanakuma (花くま ゆうさく?, Hanakuma Yūsaku; Tokyo, 1967) è un fumettista e illustratore giapponese appartenente alla seconda generazione di artisti Heta-uma.

## Biografia
Durante l’infanzia i suoi interessi sono soprattutto i fumetti e il wrestling. In terza media si ammala di scabbia. Sogna di diventare un camionista oppure un lottatore professionista. Questi avvenimenti della sua formazione diverranno elementi fondamentali della sua poetica. I parassiti non infesteranno più corpo dell’autore, ma invaderanno le pagine delle sue opere, così come il wrestling, la lotta e i camionisti. Alle superiori si interessa alla cultura underground attraverso la lettura di riviste come Bikkuri Hause (ビックリハウス?) e soprattutto Garo. Pubblica per prima volta a 18 anni per la casa editrice Futabasha e dopo il diploma si iscrive alla scuola di belle arti  Setsu Mode Seminar (セツ・モードセミナー?) a Shinjuku Tokyo. Importante per la sua formazione sarà il lavoro di assistente nello Koganemushi Studio di Suzy Amakane (スージー甘金?), artista i cui disegni kawaii vengono calati in storie illogiche e spesso violente. Pubblica il primo racconto,L’uomo randagio (野良人?, Norajin), su Garo nel giugno 1993, in cui dà sfogo alla sua poetica fatta di camionisti e di pulci wrestler, di un umorismo irriverente fortemente comunicativo e disturbante. Gia nelle prime opere è evidente la narrazione heta-uma: umorismo contorto, narrazioni altamente idiosincratiche e ribelli, disegni realizzati deliberatamente in modo rozzo, rigido e graffiante. Nella maggior parte dei suoi racconti i protagonisti sono Hage, ispirato alla caricatura del salary man di Yoshikazu Ebisu e Afro: i due personaggi sono operai in fabbrica di giorno e appassionati di arti marziali la notte.
Il lavoro più noto di Hanakuma è Tokyo Zombie del 1999 , originariamente serializzato nei primi nove numeri di AX, con Hage e Afro alle prese con un’invasione di zombi in una Tokyo distopica sotto un Fuji trasformato in un ammasso di immondizia e cadaveri.

## Opere

### Pubblicate in Giappone
- Norahito (野良人?), Serindo, 1995, ISBN 978-4792602598.
- Sarusukui (サルすくい?), Magazine House, 1995, ISBN 978-4838707577.
- Jinsei risetto botan (人生リセットボタン?), Magazine House, 1995, ISBN 978-4838709090.
- Otona choppu (大人チョップ?), Magazine House, 1998, ISBN 978-4838710997.
- Rōdō 2-gō (労働2号 ?), Seirin Kōgeisha, 1999, ISBN 4-88379-023-1.
- Tokyo Zombie (東京ゾンビ?), Seirin Kōgeisha, 1999, ISBN 4-88379-038-X.
- Cyborg Salaryman Mecha Afro-kun (サイボーグサラリーマンメカ・アフロくん?), Magazine House, 2001, ISBN 978-4838713776.
- Aoi Otoko no shiru (青いオトコの汁?), Arton, 2002, ISBN 978-4901006361.
- Mumba Hoshibito (ムンバ星人?), Magazine House, 2003, ISBN 978-4838714247.
- Mecha★Afro-kun (メカ★アフロくん?), GentoshaBunko, 2005, ISBN 978-4344407121.
- Dame ningen grand prix (ダメ人間グランプリ?), Seirin Kōgeisha, 2007, ISBN 978-4-88379-245-0.
- Mecha★Afro-Monkey Business (メカ★アフロくん モンキービジネス編?), Magazine House, 2007, ISBN 978-4838717668.
- Fujimi no Nippon (不死身のニッポン?), Seirin Kōgeisha, 2007, ISBN 978-4883792351.
- Mecha Afro★explosion company (メカ★アフロくん 爆裂会社編?), Magazine House, 2007, ISBN 978-4838717385.

### Pubblicate in Italia
- Tokyo zombie, collana Gekiga, Coconino Press, 28 giugno 2018, ISBN 978-8876183904.